# Saiyuki Kagekiden: Go to the West
Saiyuki Kagekiden : Go to the West est une comédie musicale inspirée du manga homonyme de Minekura, à la suite de son succès et de celui de la série télé. Il s'agit d'une première partie d'une série de comédies musicales, jouée en novembre 2008 au Tennouzu Ginga Gekijou de Tokyo.

## Distribution
- Suzuki Hiroshi Genjo Sanzo
- Shina Taizoh Son Goku
- Maruyama Atsushi Sha Gôjyo
- Sainen Ryuji Ch Gono/ Cho Hakkai
- Onoda Ryonosuke Kôgaiji

## Scénario
Ce premier opus reprend les premiers tomes du mangas. Dans les premiers actes, on voit comment Sanzo se voit confier la mission d'aller à la forteresse de Tenjiku en Inde afin d'arrêter la mutation des yokais dans le togenkyô. Les dialogues de l'animé sont parfois repris tels quels comme lors de la rencontre entre Hakkai et Gojyo ou encore quand Sanzo prend la décision d'emmener Goku avec lui quand il doit partir pour arrêter Cho Gono.